# La Noche de los Lápices (película)
La Noche de los Lápices es una película argentina dramática-histórica dirigida por Héctor Olivera y protagonizada por Alejo García Pintos, Vita Escardó, Pablo Novak, Pepe Monje y Leonardo Sbaraglia. Escrita por Olivera y Daniel Kon y basada en el libro homónimo de María Seoane y Héctor Ruiz Núñez, se estrenó el 4 de septiembre de 1986. La película recrea el suceso real conocido por el mismo nombre: en septiembre de 1976, durante los primeros meses de la última dictadura militar argentina, siete adolescentes de la ciudad de La Plata fueron secuestrados, torturados y asesinados por pedir un boleto estudiantil.
La película recrea la historia desde el comienzo de las protestas estudiantiles de 1975 hasta 1980, cuando el único sobreviviente del grupo secuestrado fue liberado. La primera parte de la película relata la actividad de los adolescentes y la ominosa razzia en la que fueron secuestrados y encarcelados; la segunda narra las circunstancias de la prisión y tortura de los jóvenes, siguiendo paralelamente la situación de las familias de los cautivos y la de sus captores.
La película se centra más en la experiencia física y psicológica de los personajes que en el contexto político y social imperante en la dictadura, desarrollando la historia de una manera que ésta se vea como universal y capaz de suceder en cualquier régimen autoritario, concentrándose en la situación de los seres humanos bajo extrema presión.
Fue seleccionada en la competición oficial del Festival Internacional de Cine de Moscú de 1987, y nominada para su máximo galardón, el premio San Jorge de Oro.

## Argumento
Corre el año 1975 en Argentina, y a los estudiantes de diferentes colegios se les quita el boleto estudiantil —con el que obtenían un importante descuento en la tarifa del viaje en colectivo— durante el gobierno de Isabel Martínez de Perón. El mismo suponía un alivio esencial en sus economías, por lo que los estudiantes de la ciudad de La Plata deciden realizar una marcha de protesta en la que puedan participar miles de jóvenes acuciados por el mismo problema. Diferentes delegados de agrupaciones de estudiantes se congregan en uno de los colegios secundarios con el fin de organizarse y marchar hasta el edificio de Obras Públicas con el fin de presentar un petitorio para la adjudicación del Boleto Estudiantil Secundario (BES). Entre ellos, se encontraban alumnos del Colegio Nacional, Bellas Artes y de la Escuela Normal N.º 3, entre otros. La policía había previsto la protesta y estaba esperando para reprimirla. A la llegada de los estudiantes la policía ataca y hiere a muchos de los manifestantes.
Seis de los jóvenes que acudieron a la marcha —María Clara Ciocchinii (Adriana Salonia), Claudia Falcone (Vita Escardó), Claudio de Acha (Pablo Machado), Daniel Racero (Leonardo Sbaraglia), Horacio Húngaro (Pablo Novak) y Francisco López Muntaner (Pepe Monje) — se encontraban en diferentes grupos de militancia política. Dedicaban varias de sus horas libres a enseñar a niños de barrios pobres de La Plata, a la recuperación de viviendas y a la lucha por el BES, entre otras cosas, lo cual los pone en la mira directa de la inminente dictadura de Videla. Pocos meses después del golpe de Estado en marzo de 1976, en la madrugada del 16 de septiembre de ese año, entre las 0:30 y las 5:00 h, llega una "comisión" militar a cada una de las casas de los estudiantes que pertenecían al grupo político. Los secuestradores del grupo de tareas se presentan como policías de La Plata, y sacan violentamente de sus casas a los jóvenes, mientras maltratan y amenazan con armas a los padres de estos. Con el secuestro de los seis estudiantes se da inicio al hecho histórico conocido como la Noche de los Lápices. Pablo Díaz (Alejo García Pintos), al enterarse lo que le había ocurrido a sus compañeros, se ausenta de su domicilio por unos días hasta que su padre le pide que regrese. La misma noche del regreso, el 21 de septiembre de 1976, es secuestrado en su domicilio por la dictadura con el mismo modus operandi que sus amigos y compañeros.
Los jóvenes son amordazados y encerrados en un centro de detención clandestino conocido como "Pozo de Arana"  junto a otros estudiantes que habían participado en las protestas del boleto estudiantil. Allí son torturados con picanas (pringues eléctricos) o se les arrancan las uñas para averiguar así más información sobre los grupos políticos a los que pertenecían y sobre el movimiento de protesta. A las jóvenes, dos de las cuales se encontraban embarazadas, son torturadas y manoseadas o violadas en reiteradas oportunidades. A los varones les sacan toda su ropa, y los obligan a quedarse en calzones todo su cautiverio. Los amigos luego son traspasados a cuartos pequeños e individuales, amordazados, y con los ojos vendados. Se les alimenta con agua y pan únicamente. 
Cuando Pablo Díaz llega al primer centro de detención, en el cual los represores buscan obtener información torturando a los cautivos, este se entera por otros detenidos que sus compañeros estuvieron en el mismo lugar que él, pero fueron trasladados. A los pocos días, Pablo es trasladado al centro de detención clandestino "Pozo de Banfield" lo colocan dentro de una pequeña celda, con los ojos cegados, las manos atadas y, al igual que a sus compañeros, lo desnudan y lo dejan en calzoncillos. Allí descubre que sus amigos y compañeros están en celdas aledañas a las de él y se comunican por medio de los techos, que están enrejados. De esta manera, tratan de sobrellevar el día a día del horror que les toca vivir, charlando o alzando sus voces para cantar los himnos de la época: Rasguña las piedras y Canción para mi muerte, ambas de Sui Generis. Mientras tanto, los familiares de los detenidos luchan en pos de encontrarlos, hablando con oficiales del Ejército y funcionarios del Estado.
Casi todos los estudiantes secuestrados son asesinados y sus cadáveres hechos desaparecer. Pablo Díaz es liberado en 1980, luego de ser trasladado al Poder Ejecutivo Nacional (PEN). Esto significaba pasar a ser un detenido legal y no clandestino. Mientras Pablo es liberado sus compañeros se despiden a los gritos de él, y Pablo les pide que no pierdan la esperanza, asegurándoles que ellos también saldrán de su encierro.
Un texto final señala que Díaz fue uno de los pocos sobrevivientes del terrorismo de Estado que ejerció la última dictadura militar, y gracias a su testimonio, brindado en el Juicio de las Juntas en 1985, y su participación en el guion de esta película, esta historia pudo ser contada. El resto de sus 6 compañeros secuestrados el 16 de septiembre de 1976 continúan desaparecidos.

## Reparto
| Actor                 | Personaje                      |
| --------------------- | ------------------------------ |
| Alejo García Pintos   | Pablo Díaz                     |
| Vita Escardó          | María Claudia Falcone          |
| Pablo Novak           | Horacio Ángel Ungaro           |
| Adriana Salonia       | María Clara Ciocchini          |
| Pablo Machado         | Claudio de Acha                |
| Pepe Monje            | Panchito López Muntaner        |
| Leonardo Sbaraglia    | Daniel Alberto Racero          |
| Héctor Bidonde        | el Sr. Jorge Falcone           |
| Humberto Serrano      | supuesto capitán               |
| Tina Serrano          | la Sra. Nelva Falcone          |
| Lorenzo Quinteros     | Raúl                           |
| Alfonso De Grazia     | el falso cura                  |
| Manuel Callau         | Osvaldo, guerrillero del ERP   |
| Francisco Cocuzza     | comisario                      |
| Juan Manuel Tenuta    | rector del colegio 'La Legión' |
| Andrea Bonelli        | Moni                           |
| Ángela Ragno          | Sra. Olga de Ungaro            |
| Rubens Correa         | Doctor Rossi                   |
| José Andrada          | guardia                        |
| Ricardo Alanis        | montonero                      |
| Isabel Quinteros      | mujer humilde de la villa      |
| Felisa Rocha          | profesora de inglés            |
| José María López      | secretario del obispo          |
| Alberto Busaid        | el Gordo, represor             |
| Luis Minces           | judío                          |
| María Visconti        | profesora de Bellas Artes      |
| Miguel Habud          | represor 'Kung-Fu'             |
| Martín Coria          | el Negro                       |
| Felipe Méndez         | médico                         |
| Humberto Serrano      | capitán                        |
| David Gerber          | estudiante Rusito              |
| Marcelo Serré         | estudiante Corchito            |
| Diego Korol           | estudiante Crivelli            |
| Walter Peña           | estudiante Carozo Shunk        |
| Mariana Cedrón        | estudiante Luisa Pisani        |
| Demián Celentano      | estudiante Diamanti            |
| Samuel San Joaquín    | estudiante Chirom              |
| Gustavo Tieffenberg   | estudiante                     |
| María Celina Bedini   | estudiante                     |
| Carlos Lazarini       | estudiante                     |
| Cecilia Liebana       | estudiante                     |
| Ana Celentano         | estudiante                     |
| Gabriel Meyer         | estudiante                     |
| Jorge Mastropiero     | estudiante                     |
| Matías Ruiz           | estudiante de 1 año            |
| Matías Coleff         | estudiante de 1 año            |
| Esteban Student       | Jorge Falcone                  |
| Maruja Pibernat       | la tía Rosa                    |
| Mario Alberto Rolla   | Benito Díaz                    |
| Alejandro Galluccio   | Daniel Díaz                    |
| Juan Palomino         | policía uniformado 1           |
| Carlos Weber          | Lobo                           |
| Miguel Dedovich       | teniente coronel               |
| Ricardo Fasán         | oficial de comisaría           |
| Pablo Moretti         | funcionario en la TV           |
| Juan Carlos Gianuzzi  | capitán de regimiento          |
| Antonio Lorenzo       | policía de civil 2             |
| Guillermo Sosa        | católico                       |
| Pochi Ducasse         | Hedda de Díaz                  |
| Guillermina Celay     | Marisa Díaz                    |
| Héctor Ezcurra        | rector del Colegio Nacional    |
| Hebe Vardino          | profesora de colegio normal    |
| Enrique Riestra       | policía de civil 1             |
| Fredy Magliaro        | policía de civil 2             |
| Alejandra Sirlin      | muchacha secuestrada           |
| Octavio Gaspar        | muchacho secuestrado           |
| Néstor Jorge          | represor rubio                 |
| Ricardo Ibarlín       | represor chófer                |
| María Nidia Ursi      | Eugenia                        |
| Miguel Ángel Porro    | Cárdenas                       |
| Rossana Bignasco      | periodista TV 2                |
| Marcelo Demarchi      | periodista TV 1                |
| Lucio Rubinacci       | locutor TV 1                   |
| Adolfo Vázquez Gamboa | locutor TV 2                   |
| Daniel Kargieman      | cura de Arzobispado            |
| Fernando Gonzales     | alumno                         |
| Mario Lombard         | extra                          |
| Chicha Duffau         | extra                          |
| Morena Villacorta     | extra                          |

## Producción y distribución
La película fue rodada íntegramente en la ciudad de La Plata. Además, se hizo un tratado en la Escuela de la Universidad de Bellas Artes, lugar donde pasaron los hechos, para que pueda ser más realista.
La noche de los lápices se estrenó el 4 de septiembre de 1986, se eligió la fecha básicamente para poder reconocer que en el mes de septiembre se llevó a cabo la masacre en 1976. Luego del exitoso estreno, fue vista en varios festivales de cine, incluyendo el "New Directors/New Films Festival" de Nueva York, Festival Internacional de Cine de Moscú y Festival Internacional de Cine de Toronto.
En marzo de 2003 la película fue incluida en una lista de películas que se exhibieron en el I Festival Internacional de Derechos Humanos, celebrada en Ginebra, Suiza.

## Recepción
El crítico Manavendra K. Thakur agradeció la dirección de la película y escribió: "Olivera parece haber mantenido intacta su integridad. No se asusta de las realidades perturbadoras y dibuja un retrato sorprendentemente complejo de los estudiantes, sus captores, y los padres de los estudiantes. El logro de la película en este sentido es considerable y merece una atención seria … [y] esto es especialmente cierto en la segunda mitad de la película."
A Caryn James, crítica de cine de The New York Times , también le gustó el trabajo de Olivera, y escribió: "El señor Olivera construye su película sobre ironía y contraste, por lo que la belleza visual de las escenas tempranas: la noche azul en la que los coches y las luces brillan – Llama la atención sobre los ominosos peligros políticos invisibles. A la luz del día, los otros bellos edificios, ahora desmoronados, incluida la escuela secundaria misma, se convierten en emblemas de un país que se desmorona, sin saber qué preservar de su pasado."